# Sierra Procomunal

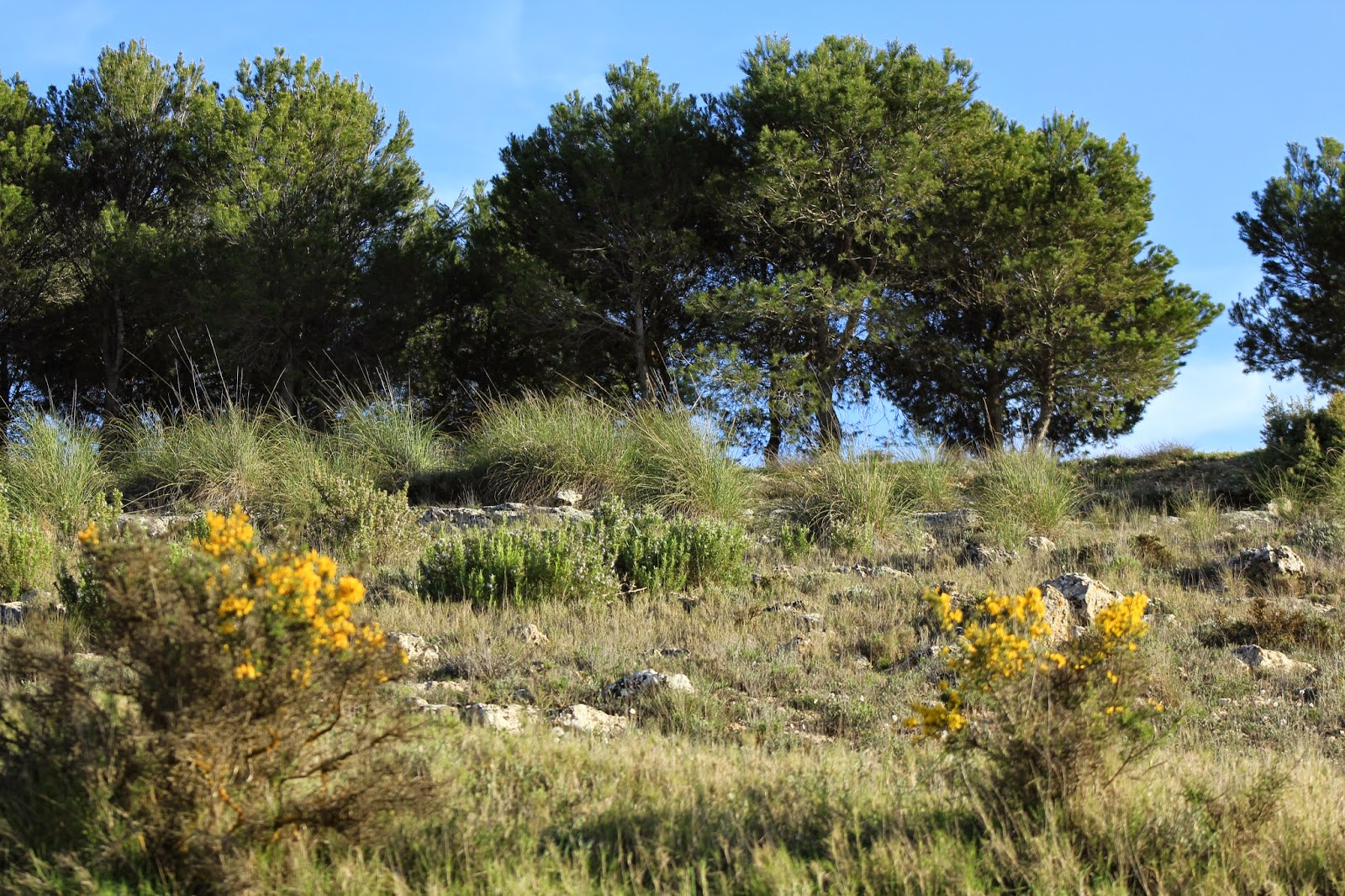
Aspecto de una ladera en el interior de la Sierra Procomunal, con vegetación mediterránea.

La Sierra Procomunal es un monte de titularidad pública situado al este de la ciudad española de Albacete, entre los términos municipales de Chinchilla de Montearagón, Higueruela y Hoya Gonzalo.

## Historia
La Sierra Procomunal fue comprada por escritura pública a la Corona de Castilla en 1741. En 1955 se inscribió en el Registro de la Propiedad a favor de los ayuntamientos de Albacete y Chinchilla de Montearagón al cincuenta por ciento.
En 1994 se creó el Consorcio de la Sierra Procomunal, entidad pública integrada por los ayuntamientos de Albacete y Chinchilla de Montearagón que gestiona las 3500 ha de superficie con que cuenta.

## Naturaleza

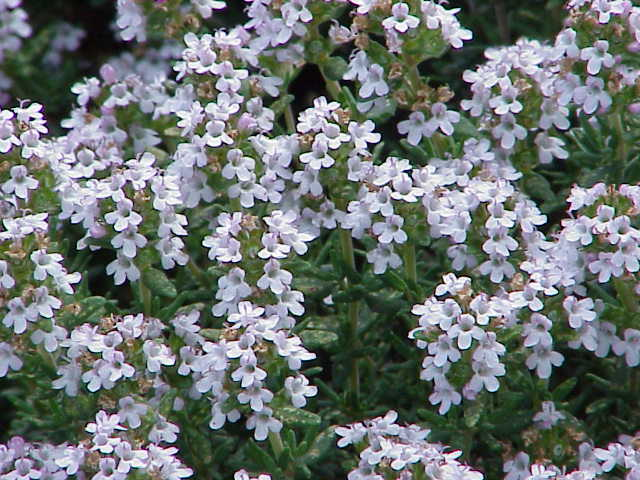
Thymus vulgaris.

La Sierra Procomunal atesora varios endemismos vegetales presentes también en serranías cercanas: el rabogato del Mugrón (Sideritis mugronensis) o la genista del Mugrón (Genista mugronensis). Los páramos (que varían entre 700 y más de 1000 m s. n. m.) del mesomediterráneo superior llegan a alcanzar el supramediterráneo inferior en momentos y zonas puntuales, como demuestra la presencia de varias especies arbustivas: Salvia lavandulifolia, Erinacea anthyllis (aparece en cumbres altas) y la propia genista del Mugrón. 

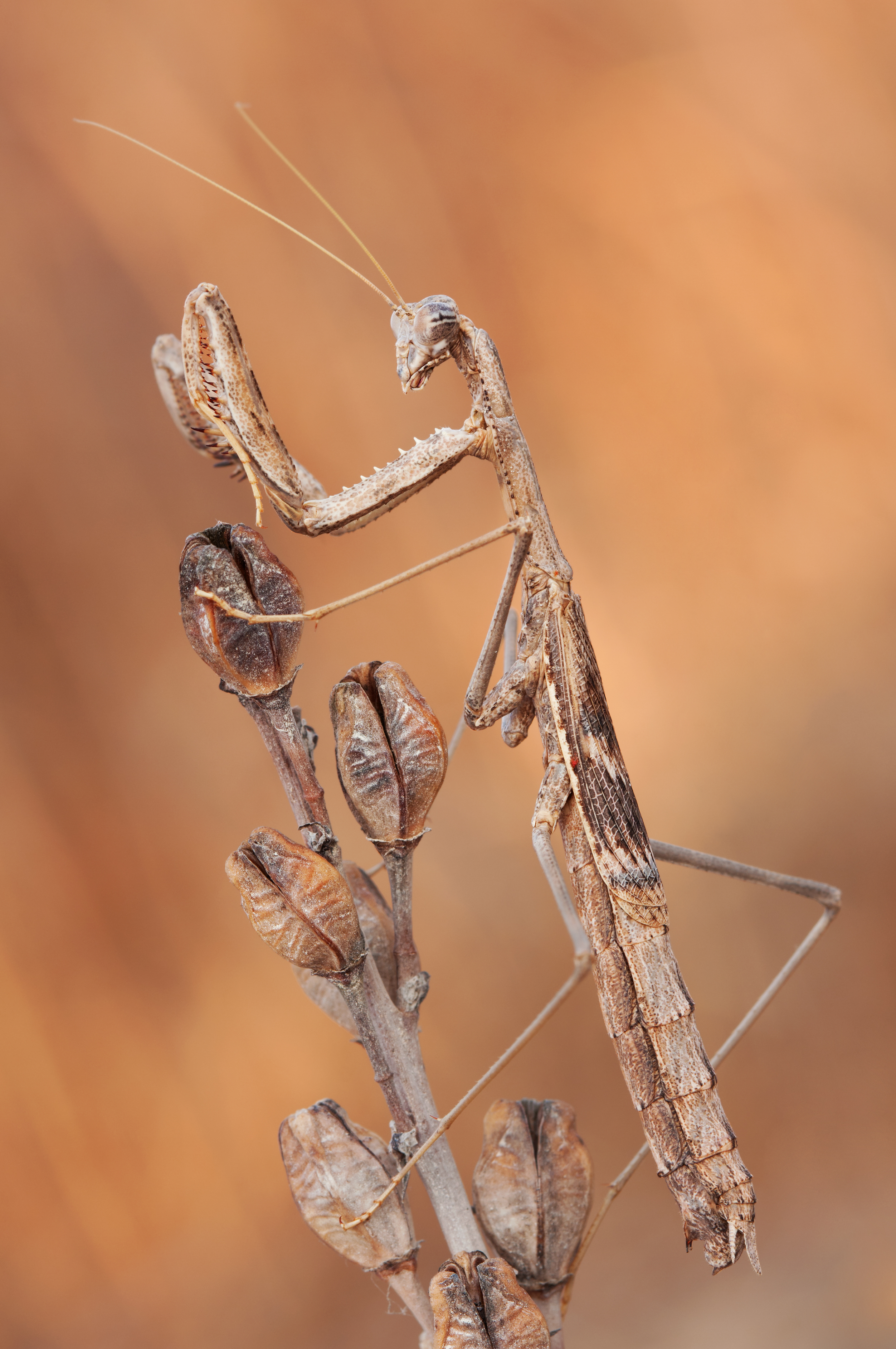
Rivetina baetica.

Existen repoblaciones con pino carrasco (Pinus halepensis), debido a su alta rusticidad, en varios puntos. Otras gimnospermas observables son, por orden de mayor a menor abundancia: el pino piñonero (Pinus pinea), el enebro de la miera (Juniperus oxycedrus), la efedra (Ephedra nebrodensis) y la sabina mora (Juniperus phoenicea). Los otros pinos abundantes en las sierras albacetenses, el pino negral (Pinus pinaster) y el laricio (P. nigra subsp. salzmannii) no se dan en la zona. 
Abunda el esparto (Stipa tenacissima), planta esteparia de muchos usos artesanales y muy aprovechada antiguamente en la zona, que vio aumentada su área de distribución con la tala de pinos y encinas para pastoreo y aprovechamiento maderero. Como ocurrió en muchas zonas del centro y sureste ibérico, el esparto se plantó en muchas laderas y serranías, ya que su reproducción asexual es fácil, y los bosques de quercíneas y gimnospermas se redujeron. Aun así, en los espartales es donde aparece gran cantidad de nanofanerófitos como el tomillo (Thymus vulgaris) y el rabogato del Mugrón.
Escasean ya los olmos comunes o negrillos (Ulmus minor), aunque aparecen rodales de interés en algunas zonas. También quedan carrascas (Quercus rotundifolia) de cierta altura en algunos enclaves.

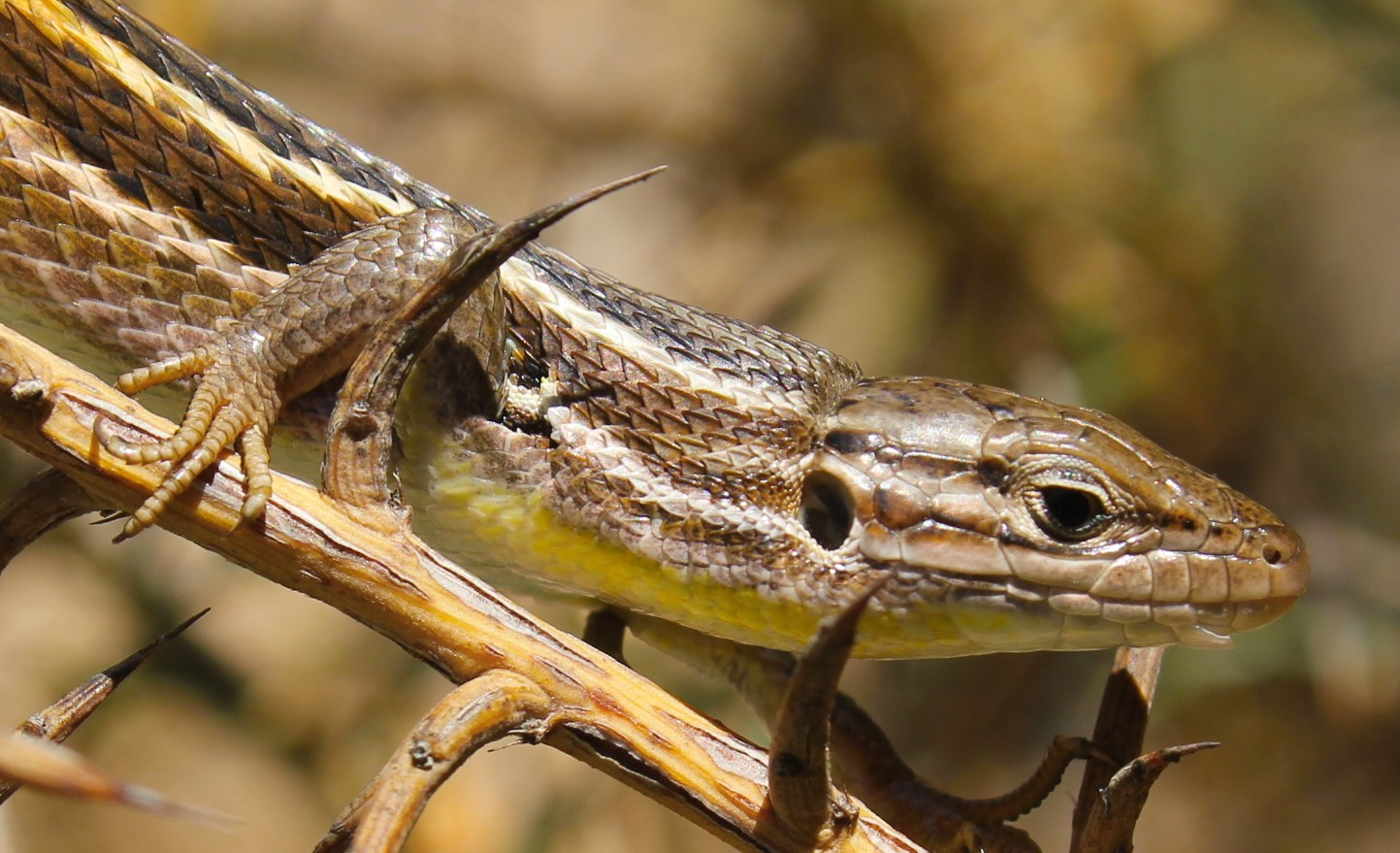
Psammodromus jeanneae.

Con respecto a la fauna, la de mayor interés es la invertebrada, destacando su aracnofauna y entomofauna. Los ortópteros son abundantes (géneros Sphingonotus, Calliptamus, Anacridium, Oedipoda, Acrotylus...), así como los mántidos (Rivetina baetica, la empusa o mantis palo Empusa pennata, el insecto de Santa Teresa (Mantis religiosa), Iris oratoria, Ameles). Los arácnidos cuentan con representantes de diversos taxones de interés, como los licósidos Hogna radiata y la tarántula española Lycosa hispanica, así como la escasa Uroctea durandi. Existen también gasterópodos muy apreciados en la zona para su consumo, como el caracol judío (Sphincterochila candidissima) y la choneta (Eobania vermiculata). Otros moluscos observables son Jaminia quadridens, Ferussacia folliculus, Rumina decollata y Otala lactea.
Entre los vertebrados, cabe destacar su ornitofauna. El ambiente estepario de muchas zonas de la Sierra de Chinchilla, así como partes del término municipal que incluyen campos de cultivo, es apreciado por las aves esteparias, como el alcaraván (Burhinus oedicnemus), la perdiz roja (Alectoris rufa), la ganga ibérica (Pterocles alchata) y aláudidos como la cogujada común (Galerida cristata). También son observables rapaces diurnas como el gavilán común (Accipiter nisus), el busardo ratonero (Buteo buteo) y el cernícalo vulgar (Falco tinnunculus) y el primilla (F. naumanni); así como las nocturnas (búho real (Bubo bubo), búho chico (Asio otus) y mochuelo (Athene noctua). Hay también paseriformes de entornos forestales en zonas arboladas, como el carbonero común (Parus major), el mito (Aegithalos caudatus), el agateador común (Certhia brachydactyla) y la alondra totovía (Lullula arborea).
Hay también herpetofauna, escasa comparada con otros lugares de la península ibérica, pero es posible observar saurios como el lagarto ocelado (Timon lepidus), la lagartija colilarga oriental (Psammodromus jeanneae), la ibérica (Podarcis hispanica) y la cenicienta (Psammodromus hispanicus). Los anfibios son muy escasos, pero en algunas zonas encharcadas, como algunas balsas cerca de la Rambla del Agua y en estanques abandonados aparecen las ranas comunes (Pelophylax perezi), fáciles de descubrir por su intenso croar en las noches de primavera y otoño. El sapo corredor (Epidalea calamita) es, sin duda, el anuro más abundante del término municipal.
Los mamíferos representan un grupo reducido, aunque en la actualidad hay una pequeña población de cabra montesa (Capra pyrenaica) en la Sierra Procomunal. También hay garduñas (Martes foina), tejón (Meles meles), jabalí (Sus scrofa), liebres ibéricas (Lepus granatensis) y conejos (Oryctolagus cuniculus), además de una variada diversidad de quirópteros.

## Infraestructuras
La Sierra Procomunal alberga varias infraestructuras, como parte del Centro Nacional de Adiestramiento de Chinchilla, una escuela de parapente, el Bosque de las Palabras (un bosque de 50 mástiles con telas ondeantes que contienen frases), un enorme cuco, una terraza con graderíos denominada Mirador de la Sala –lugar donde falleció el campeón del mundo de parapente acrobático Alejandro Rodríguez–, un monumento a la fauna cinegética consistente en una perdiz de hierro, un refugio de mampostería o barbacoas y un monumento de piedra en la Senda del Peligro.